# 韓乃鎮
韓乃鎮（1949年—2017年11月4日），江蘇戰後移民，臺灣資深報媒主編、記者，同行稱為「乃公」。

## 生平
韓乃鎮生於1949年，中華民國江蘇人。父親韓占梅為黃埔十三期畢業、官拜上校，舅公為黃埔四期畢業的滕傑。
韓乃鎮出生三個多月，就隨雙親在1949年4月從中國上海搭乘大江輪來臺灣，住於左營眷村自勉新村，初中畢業進入陸軍官校預備班，三年後直升官校四十二期正期生。讀官校二年級時因受傷無法延續軍旅生涯，轉校選讀中國文化大學新聞系，畢業後終生從事新聞編採工作，歷任《中國晚報》記者、《臺灣時報》採訪組副主任、《中國時報》編輯、《民生報》高雄、臺中特派員、全臺巡迴特派員等。
胞弟韓乃玉，同樣為《民生報》記者，後任該報的廣告中心高雄召集人。
1980年，韓乃鎮任《民眾日報》主編及《中國晚報》採訪記者時，因去年拍攝美麗島事件，得到第二十一屆中國文藝獎章的新聞攝影獎。1988年與1991年以《民生報》高雄特派員身分，得到金輪獎市政新聞評論獎項佳作。1992年，與曾達輝、曾大年、陳俊合等四名《民生報》記者聯合採訪的「高雄市中正文化中心結構與內部設施安全問題追蹤報導」，獲得採訪類佳作獎。1997年得到金鼎獎專題報導獎。2002年與林秀美等十三人在《民生報》聯合報導的「體驗醫療網計畫──為城鄉醫療資源把脈」，得到第一屆卓越新聞獎報紙與通訊類專題報導獎。
新聞界習慣稱韓乃鎮為「乃公」，《台灣南華報》記者侯亞寧讚賞他匡正時弊不遺餘力。如他曾質疑翻修鳳山舊城孔子廟崇聖祠、整修大日本琉球藩民五十四名墓的不當，編有《台灣沿海濕地調查》關心台灣濕地的環保問題。
五十歲時，韓乃鎮就讀國立高雄師範大學成人教育研究院所，取得碩士學位。他會在網路撰寫文章，後來用影印出八本，並曾想將眷村故事記錄下來，但未果。2016年底發現胰臟問題，經十一次化療，依然在2017年11月4日去世，胞弟韓乃玉因為傷心過度引起心肌梗塞於同日同一家醫院往生。

## 身後
王金平文膽、高雄資深媒體人王耀德，花了一年時間寫他的第四本著作《吟嘯徐行》。他在2018年提到每個人都有故事，為何會寫這書的原因：其一是《自立晚報》社長吳豐山，退下後仍出書、筆耕不斷，這是「生者」給他的啟發；其二，是《民生報》特派韓乃鎮，來不及寫下書，這是「逝者」告訴他，人生應該留下紀念。

## 外部連結
- 韓乃鎮部落格 （页面存档备份，存于）